# Neoantistea magna
Neoantistea magna är en spindelart som först beskrevs av Eugen von Keyserling 1887.  Neoantistea magna ingår i släktet Neoantistea och familjen panflöjtsspindlar. Inga underarter finns listade i Catalogue of Life.